# Франсоа Жакоб
Вижте пояснителната страница за други личности с името Жакоб.
Франсоа̀ Жако̀б (на френски: François Jacob) е френски микробиолог и генетик и нобелов лауреат за физиология за 1965 г.

## Биография
Роден е на 17 юни 1920 година в Нанси, Франция. След завършване на колеж в Париж, постъпва в Сорбоната в медицинския факултет. Обучението му е прекъснато от Втората световна война, като през юни 1940 се присъединява към френските въоръжени сили базирани в Лондон. След това е изпратен като военен лекар във Втора бронетанкова дивизия, разпределена в Африка. През август 1944 е сериозно ранен и седем месеца прекарва в болница. След възстановяването си е награден с Кръст на Освобождението, един от най-високите военни отличия на Франция.
След войната завършва образованието си и през 1947 получава диплома за лекар. От 1950 е асистент на Андре Лвоф в Пастьоровия институт. Там двамата провеждат изследвания върху лизогенията (форма на симбиоза между бактерии и бактериофаги), която става предмет на докторската му дисертация (1954).
Следващото десетилетие Жакоб посвещава на изучаването на клетъчната генетика на бактериите. В края на 1950-те години съвместно с Жак Моно откриват информационната РНК и установяват, че ДНК съдържа три вида гени – структурни, регулаторни и операторни. Откритието им, че бактериофагите съдържат структурни и регулаторни гени, помага да се обясни механизма на лизогенията и се превръща в основа на вирусната теория на туморообразуването. За тези приноси Жакоб и колегите му Лвоф и Моно са удостоени през 1965 г. с Нобелова награда. При награждаването им Свен Гард от Каролинския университет подчертава, че тъкмо техните открития са направили възможно да се разбере механизма, по който генетичната информация се превръща в химичната активност.
Умира на 19 април 2013 година в Париж на 92-годишна възраст.

## Признание
- 1962 – Награда „Шарл-Леополд Майера“ (Gran Prix Charles-Leopold Mayer) на Френската академия на науките;
- 1962 – Чуждестранен член на Датската Кралска академия за изкуства и науки;
- 1964 – Чуждестранен член на Американската академия за изкуства и науки;
- 1965 – Нобелова награда за физиология или медицина;
- 1969 – Чуждестранен член на Националната Академия на науките на САЩ и на Американското дружество на философите;
- Почетен доктор на множество университети.